# Arranque remoto
Boot remoto ou arranque remoto, é um procedimento pelo qual um computador realiza o arranque através de um servidor de rede, tipicamente designado de servidor de terminais. O arranque é feito através de uma disquete previamente preparada, ou através da tecnologia PXE (ou uma aproximação, o projecto Etherboot/Netboot).
O arranque remoto convencional envia um pedido DHCP (em broadcast) pela rede e espera uma resposta com parâmetros suficientes para realizar o arranque: de onde descarregar o núcleo (cujo arranque será responsável pela preparação da máquina para a restante configuração) e outros parâmetros de rede, como o gateway, por exemplo. Este processo foi especificado num protocolo designado de PXE (Preboot eXecution Environment).
Uma vez descarregado o núcleo do sistema operativo, acompanhado de alguns scripts de inicialização, o terminal passará a operar naturalmente. Este terminal pode ser um computador pessoal convencional, ou aqueles designados thin client (terminal liso, sem nada) ou dumb terminal (terminal ignorante, no sentido de incapaz), especificamente designados para operar através da rede. Neste último caso, o sistema de ficheiros assumido como a raiz do sistema é, naturalmente, remoto, pelo que será necessário implementar também um servidor de ficheiros. Por outro lado, também a interface do utilizador é remota, existindo um grande número de soluções possíveis neste campo: X-Windows (e derivados), Microsoft Terminal Services, MetaFrame Citrix, ou mesmo VNC.